# C18H18O4
化学式C18H18O4（摩尔质量：298.33 g/mol）可能指：
- 肠内酯，CAS号：78473-71-9
- 草酸二苯乙酯，CAS号：99559-02-1
- 美托查酮，CAS号：18493-30-6
- 己二酸二苯酯，CAS号：3195-37-7
- 丁二酸二苄酯，CAS号：103-43-5

|  | 这个同类索引页列出了具有相同分子式的化学物（即同分異構體）条目。 除非您是有意链接至本页，否则应将相应条目的内部链接指向正确的条目。 |